# 4021 Dancey
4021 Dancey este un asteroid din centura principală, descoperit pe 30 august 1981 de Edward Bowell.